# Rachowo
Rachowo (dawniej: Cronsnest, Kransnest, Crohnest) – wieś w Polsce położona w województwie warmińsko-mazurskim, w powiecie elbląskim, w gminie Markusy, na obszarze Żuław Elbląskich, przy trasie nieistniejącej już linii kolejowej Elbląg-Myślice. Znajduje się tu również placówka Ochotniczej Straży Pożarnej.
Na terenie dawnego karczowiska ok. 1590 roku osadzono osadników holenderskich z Fryzji. Rachowo jako osada wiejska odnotowana w źródłach od 1609 roku. W 1820 r. wieś liczyła 292 mieszkańców, w tym 73 mennonitów. W 1776 r. wzmiankowane były nazwiska mennonitów: Dircksen, Engbrecht, Froese, Fraetz, Kaettler, Kleewer, Kneihoff, Martens, Penner, Quiring, Unger.
W 1868 roku kilkunastu menonickich gospodarzy z Rachowa pod przewodnictwem sołtysa wsi Johanna Froese, wystosowało do władz pruskich petycję w sprawie zwolnienia kilku młodych mennonitów z poboru do armii pruskiej.
We wsi zachowały się oryginalne przykłady budownictwa holenderskiego. Zachowane zabytkowe zagrody holenderskie z XVIII wieku zlokalizowane pod numerami 1, 2, 22, 24.
W 1885 r. wieś liczyła 45 włók, 56 domów oraz 355 mieszkańców, w tym 68 mennonitów.
W latach 1975–1998 miejscowość administracyjnie należała do województwa elbląskiego.